# Peter Cameron
Peter Cameron (Pompton Plains, Nueva Jersey, 1959) es un escritor y profesor estadounidense.

## Infancia y juventud
Cuando Peter tenía ocho años, su padre (banquero de profesión) se trasladó con toda la familia a Londres. Cameron estudió durante dos cursos académicos en la American School de Londres, y luego, ya de vuelta a Estados Unidos, realizó sus estudios universitarios en el Hamilton College de Cinton (Estado de Nueva York), donde consiguió en 1982 el título de bachiller universitario en letras, en la carrera de Literatura Inglesa.

## Carrera literaria
En 1983 publicó su primer cuento en The New Yorker, revista en la que después publicó varios textos más.
Su primer libro fue una colección de cuentos titulada De un modo u otro (título original: One Way or Another), publicada en la editorial Harper & Row en 1986.
En 1988, Adam Moss le encargó una historia por entregas humorística para irla publicando semanalmente en la revista 7 Days. Luego Cameron reunió estos capítulos, en los que se bromeaba sobre la vida amorosa en Nueva York a finales de la década de 1980, en la novela Año bisiesto (título original: Leap Year), publicada en 1988.
En 1990 dejó de escribir cuentos para centrarse en las novelas. La segunda que publicó fue Week-end, que apareció en 1994 en la editorial Farrar, Straus and Giroux, que también publicó en 1997 su tercera novela, Andorra. Su primer gran éxito de ventas lo tuvo en 2002 con Aquella tarde dorada (en inglés: The City of Your Final Destination), que se tradujo a numerosas lenguas extranjeras y que fue adaptado al cine en 2009 por el director James Ivory. El título que los distribuidores dieron a la película en los países de habla española fue fiel al original de la novela: La ciudad de tu destino final.
En 2003 recibió la beca Guggenheim.
Entre sus influencias literarias, Cameron ha reconocido ser deudor de las escritoras Rose Macaulay, Barbara Pym, Penelope Mortimer y Elizabeth Taylor.

## Otras actividades
Además de su labor como escritor, ha impartido clase en las universidades de Columbia, Sarah Lawrence y Yale. También, entre 1990 y 1998, trabajó para Lambda Legal Defense and Education Fund, asociación que promovía los derechos de los gais, lesbianas y seropositivos.
En 2020 fundó Wallflower Press, cuyo nombre debió de cambiar en enero de 2014 por el de Shrinking Violet Press debido a un conflicto de derechos con la Universidad de Columbia. Shrinking Violet Press publica libros hechos a mano, diseñados y editados por el propio Cameron, con tiradas muy reducidas.

## Vida privada
Cameron ha manifestado públicamente su homosexualidad, asunto recurrente en sus obras narrativas, hasta el punto que Leticia Blanco, con ocasión de la traducción al español de su novela Un fin de semana, aseguró que Cameron:

parece haberse especializado en escribir sobre hombres homosexuales moderadamente ricos e infelices, aborda de nuevo las siempre complicadas relaciones sentimentales, sobre todo cuando éstas están marcadas por la pérdida (el doble duelo) y la desigualdad (de edad, clase y, en este caso, también raza).

## Obras

### Libros de cuentos
- 1986: De un modo u otro
- 1999: Far-flung

### Antología de cuentos
- The Half You Don't Know: Selected Stories (1983-2005)

### Novelas
- 1988: Año bisiesto
- 1994: Un fin de semana
- 1997: Andorra
- 2002: Aquella tarde dorada
- 2007: Algún día este dolor te será útil
- 2012: Coral Glynn
- 2020: Lo que pasa de noche

## Adaptaciones cinematográficas de sus obras
- 1999: The Week-end, adaptación de la novela homónima (titulada Un fin de semana en español). La película fue dirigida por Brian Skeet e interpretada por Gena Rowlands, Deborah Kara Unger y Brooke Shields.[5]
- 2009: La ciudad de tu destino final[6] (título original: The City of Your Final Destination), adaptación de la novela homónima, publicada en español con el título de Aquella tarde dorada. La película fue dirigida por James Ivory, el guion lo escribió Ruth Prawer Jhabvala y cuenta con música de Jorge Drexler y fotografía de Javier Aguirresarobe. Los actores fueron Anthony Hopkins, Laura Linney, Charlotte Gainsbourg y Omar Metwally.[7]
- 2011: Someday This Pain Will Be Useful To You / Un giorno questo dolore ti sarà utile, película italoestadounidense dirigida por Roberto Faenza, adaptación de la novela  homónima (titulada Algún día este dolor te será útil en español). En reparto figuran Toby Regbo, Marcia Gay Harden y Peter Gallagher.[8]